# جان ماري إيلي
جان ماري إيلي (بالفرنسية: Jean-Marie Elie)‏ هو لاعب كرة قدم فرنسي في مركز الوسط، ولد في 30 سبتمبر 1950 في Longchamp-sur-Aujon ‏ في فرنسا. شارك مع منتخب فرنسا ب لكرة القدم ‏. أما مع النوادي، فقد لعب مع نادي سانت إتيان ونادي لانس.

## وصلات خارجية
- جان ماري إيلي على موقع قاعدة بيانات كرة القدم.إي يو (الإنجليزية)